# Karl XII:s bibel
Karl XII:s bibel, eg. BIBLIA, Thet är All then Heliga Skrift På Swensko; Efter Konung CARL then Tolftes Befalning, reviderad utgåva av den svenska bibelöversättningen från 1541 (Gustav Vasas bibel). Den trycktes 1703 och var den officiella svenska kyrkobibeln fram till 1917 års kyrkobibel utkom.
Karl XII:s Bibel lästes i över 200 år av människor med svenska som modersmål. Vi har lånat ett stort antal bevingade ord från den, och språket i den har påverkat många, både rikssvenska och finlandssvenska författare, liksom det svenska samhället och kulturen i stort.
Som exempel är titeln på Torgny Lindgrens kända bok "Ormens väg på hälleberget" tagen från Karl XII:s bibel, Ordspråksboken, kapitel 30, vers 18–19: "Tre ting äro mig förunderlige, och det fjerde vet jag icke: Örnens väg i vädret; ormens väg på hälleberget; skeppets väg midt i hafvet; och ens mans väg till ena pigo."
På frågan om var Evert Taube funnit inspirationen till sitt livsverk lär han lite oväntat ha svarat "Karl XII:s Bibel". Precis som Bellman fick han sina första intryck från Den heliga skrift. Hos Bellman finns många spår av bibelns inflytande, till exempel visorna om "Gubben Noach" och "Den kyska Susanna" som går tillbaka på berättelser i Gamla testamentet enligt versionen i Karl XII:s bibel.
Karl XII:s eget exemplar av Bibeln blev ryskt byte i slaget vid Poltava, men har återbördats till Sverige och finns nu i Kungliga biblioteket.
På 1870-talet gav brittiska bibelsällskap bidrag till spridning av biblar till den svenska allmänheten. Dessa sällskap var dock präglade av reformert teologi och accepterade därför inte de apokryfiska böckerna. År 1873 gavs t.ex. Biblia eller Den heliga skrift ut med enbart Gamla och Nya testamentets kanoniska böcker ut med sådant bidrag från ett sällskap i Cambridge. Till skillnad från äldre versioner av Karl XII:s bibel var denna tryckt med antikva-stil och inte med frakturstil. En faksimilutgåva av denna bok gavs år 1995 ut på Artos förlag (ISBN 91 7580 108-6). Denna bok trycktes med bidrag från Konung Gustav VI Adolfs fond för svensk kultur, Lutherstiftelsen, Samfundet Pro Fide et Christianismo och Längmanska kulturfonden. Sedan oktober 2019 finns den återigen att köpa (ISBN 9789177771180).